# آمنزیا: ماشینی برای خوک‌ها
آمنزیا: ماشینی برای خوک‌ها (انگلیسی: Amnesia: A Machine for Pigs) یک بازی ویدئویی در سبک ترس و بقا است که توسط فریکشینال گیمز و در سال ۲۰۱۳ و در پلت‌فرم‌های لینوکس و مایکروسافت ویندوز منتشر شده است. این بازی به عنوان دنباله‌ای غیرمستقیم بر بازی آمنزیا: نزول تاریکی در سال ۲۰۱۰ به‌شمار می‌رود.